# 尚集乡
尚集乡是中国山东省滨州市滨城区下辖的一个乡。

## 行政区划
尚集乡下辖尚店村、店东李村、茶棚赵村、穆刘家村、艾家村、初家村、墨家集村、万家村、双庙赵村、贾王家村、街南宋村、前宋家村、南孙家村、前纪家村、西纪家村、后纪家村、杏行李村、西茶棚村、小范家村、前李果者村、后李果者村、业继周村、夏家村、左家村、褚家村、西苑家村、龙风张村、龙塘马村、尹集东村、尹集西村、大尹家村、把棍张村、谭家村、西闫家村、刘国梓村、袁风楼村、宣家村、李打虎村、杨占帽村、皂户王村、时张家村、安家村、孟东村、孟西村、张保村、安杨村、贾家村、周家集村、刘郑庄村、莫李村、李举村、大唐村、小唐村、堤圈耿村、大道徐村、八角孙前村、八角孙后村、游家庄子村、西辛庄村、林坊村、战场店村、顺合村、永合店村、于湾村、刘千村、刘国相村、刘杨村、牌家村、杨家集村、道西张村、徐家园村、小陈村、聂家村、王翰林村、刘叶茂村、张八家村、吕家村、东孟家村、西孟家村、林家油坊村、封家村、大范家村、罗家村、大河郭村、北林家村、苑家村、夏胡家村、于家胡同村、杨柳雪村、乌龙塘村、赵宏家村、丛家村、计赵家村、西齐家村、权家村、李赞皇村、大赵家村、风神庙陈村、风神庙王村、石庙村、白家村、关头韩村、关头赵村、东齐村。